# Куэку, Дидье
Дидье́ Куэку́ (фр. Didier Couécou; род. 25 июля 1944, Бордо) — французский футболист, нападающий. По завершении игровой карьеры — футбольный тренер.

## Клубная карьера
В профессиональном футболе дебютировал в 1962 году выступлениями за клуб «Бордо», в котором провёл семь сезонов, приняв участие в 143 матчах чемпионата. Большую часть времени, проведённого в составе «Бордо», был основным игроком атакующей звена команды. В составе «Бордо» был одним из главных бомбардиров команды, имея среднюю результативность на уровне 0,41 гола за игру.
Впоследствии с 1969 по 1974 год играл в составе таких команд как «Ницца», «Олимпик Марсель», «Нант».
Завершил профессиональную игровую карьеру в клубе «Бордо», в составе которого в своё время начинал игровую карьеру.

## Карьера за сборную
В 1967 году дебютировал за сборную Франции. В составе сборной был участником чемпионата мира 1966 в Англии.